# Otidimorphae
Otidimorphae è un clade di uccelli che contiene gli ordini Cuculiformes (cuculi), Musophagiformes (turachi) e Otidiformes (otarde) identificato nel 2014 da un'analisi del genoma. Mentre le otarde sembrano essere legate con i turachi, altri studi genetici hanno dimostrato che i cuculi sono più legati alle otarde di quanto non lo siano entrambi con i turachi.